# گوی آتش
گوی آتش (به انگلیسی: Fireball) جلد اول مجموعه گوی آتش اثر جان کریستفر است .این مجموعه در ایران توسط انتشارات قدیانی به چاپ رسیده است.

## داستان
داستان درباره دو پسر نوجوان به نام‌های براد و سایمون است که با کره‌ای درخشان برخورد کرده و به دنیایی دیگر می‌روند.
دنیایی که زمان آن با زمان دنیای قبلی آنها برابر است، اما اتفاقات آن به گونه‌ای دیگر رخ داده‌است. در این دنیا، امپراتوری روم نابود نشده و هنوز در حال حکومت است. جهان هنوز در حالتی قبل از قرون وسطی به سر می‌برد و مسیحیان دستگیر می‌شوند.و بعد از انقلابی که به پا میکنند دولت روم را سرنگون میکنند.